# Øse Sogn
Øse Sogn er et sogn i Varde Provsti (Ribe Stift).
I 1800-tallet var Næsbjerg Sogn anneks til Øse Sogn. Begge sogne hørte til Skast Herred i Ribe Amt. De udgjorde Øse-Næsbjerg sognekommune, men senere blev hvert sogn en selvstændig sognekommune. Ved kommunalreformen i 1970 blev både Øse og Næsbjerg indlemmet i Helle Kommune, der ved strukturreformen i 2007 indgik i Varde Kommune.
I Øse Sogn ligger Øse Kirke.
I sognet findes følgende autoriserede stednavne:
- Abildhede (bebyggelse)
- Bolhede (bebyggelse)
- Bredmose (bebyggelse)
- Gravlund (bebyggelse)
- Haltrup (bebyggelse, ejerlav)
- Heager (bebyggelse, ejerlav)
- Helle (bebyggelse, ejerlav)
- Hostrup (bebyggelse, ejerlav)
- Karlsgårde (bebyggelse, ejerlav)
- Kragekær (bebyggelse)
- Nordenskov (bebyggelse, ejerlav)
- Nørbæk (vandareal)
- Oved (bebyggelse, ejerlav)
- Rønrøgel (bebyggelse)
- Skamstrup (bebyggelse, ejerlav)
- Solbakke Plantage (areal)
- Stenhøj (bebyggelse)
- Storemose (areal)
- Vesterbæk (bebyggelse, ejerlav)
- Øse (bebyggelse, ejerlav)
- Øse Lund (bebyggelse)